# 王兴将军墓
王兴将军墓，位于中国广东省广州市越秀区解放北路越秀公园内，为广州市的一个市、县级文物保护单位，类型为近现代重要史迹及代表性建筑，公布时间为1963年3月。
王兴将军墓的历史年代为清代。